# Léo Bergoffen
Pour les articles homonymes, voir Bergoffen.
Léo Bergoffen, né le 30 octobre 1922 à Berlin et mort le 5 juillet 2020 à Angers, est un juif allemand ayant émigré en France en 1938. Déporté à Auschwitz, il épouse après guerre la résistante et Juste parmi les nations Odette Blanchet.

## Biographie
Léo Bergoffen est né le 30 octobre 1922 à Berlin. il est le fils de Jakob Bergoffen, né le 15 mai 1892 à Podgórze[Lequel ?] et de Felli (Feigel) Bergoffen née Singer le 10 mai 1893 à Oświęcim en Galicie (alors en Pologne, ville qui sera renommée Auschwitz après l'invasion allemande et où elle sera plus tard déportée et assassinée) et où il existe alors une importante communauté juive. Il a un frère aîné Max Bergoffen, né en 1921
De Berlin, la famille Bergoffen va s'installer à Prague, puis finalement en 1938, en France à Angers en Maine-et-Loire. Léo Bergoffen devient traducteur à la Chambre de commerce. Il est congédié de son emploi car il est juif. 
En juin 1942, il va en zone libre. Il est arrêté en août suivant par des gendarmes français (il soulignera plus tard le fait). Il est déporté du camp de Drancy par le convoi no 27, en date du 2 septembre 1942, vers Auschwitz.
Ses parents, Felli et Jakob Bergoffen, sont déportés d'Angers par le convoi no 8 en date du 20 juillet 1942, vers Auschwitz, où ils sont assassinés.
Léo Bergoffen épouse Odette Blanchet le 26 février 1946, une ancienne résistante. Ils s'installent à Avrillé en Maine-et-Loire en 1962. Elle est nommée Juste parmi les nations en 1994, ils ont un fils, Jacques.
Il meurt le 5 juillet 2020 à Angers.

## Distinction
Léo Bergoffen est nommé chevalier de l'ordre national de la Légion d'honneur en 2016.

## Pour approfondir